# Ayuntamiento de Bremen

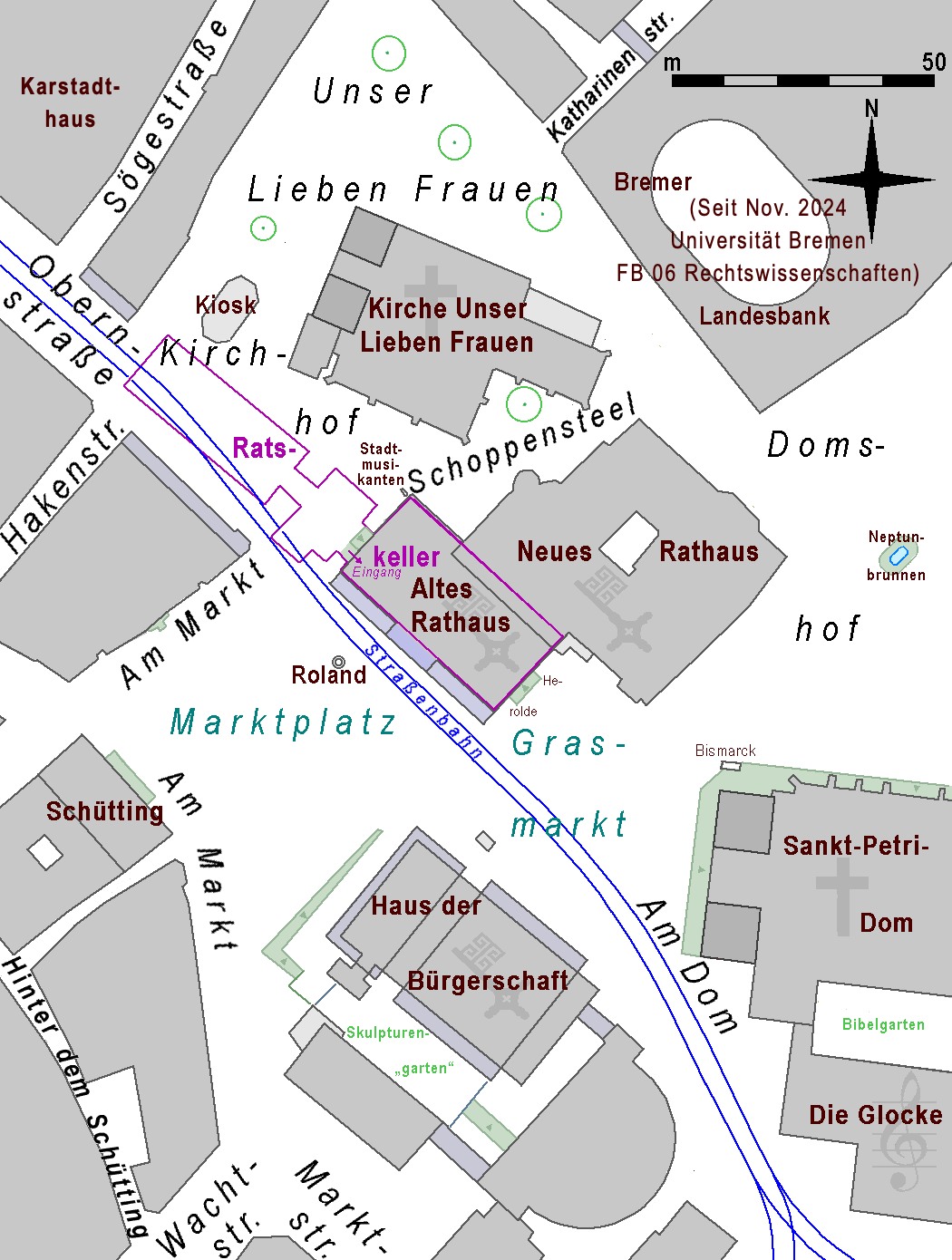
El ayuntamiento en el centro de Bremen entre la iglesia de Nuestra Señora, la plaza del mercado (con el Roland) y la Catedral de San Pedro, lila = bodega municipal

El edificio del Ayuntamiento de Bremen (en alemán Bremer Rathaus) es uno de los más importantes ejemplos de gótico báltico y renacimiento del Weser en Europa. En el año 2004 fue nombrado Patrimonio de la Humanidad por la Unesco, junto con la Estatua de Rolando. El edificio es sede del Senado, del presidente del Senado y del alcalde de la ciudad hanseática de Bremen.

## Situación

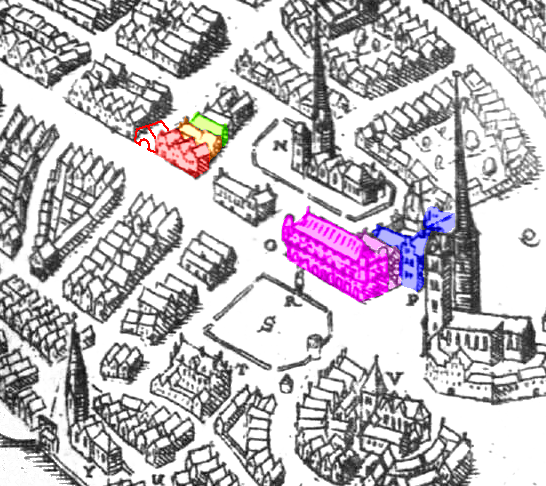
Bremen en 1603:
lila = ayuntamiente gótico,
azul = palacio del arzobispo,
rojo = transformaciones o sustituciones del primero ayuntamiento,
conturno rojo = arco demolido,
verde = edificio sustituido al la oficina antigua
amarillo = posiblemente transformaciones o sustituciones de edificios asociados

El ayuntamiento está localizado al lado nordeste de la plaza del mercado (Marktplatz) en la parte vieja de la ciudad. En frente, atravesando la plaza, se encuentra el edificio Schütting de la asociación de comerciantes.  Al sudeste se encuentra la Catedral de Bremen con sus dos altas torres y al sul la Casa de los Ciudadanos (Bremische Bürgerschaft). Al norte del edificio del ayuntamiento está la iglesia de Nuestra Querida Señora (Unser Lieben Frauen). Directamente en frente de la fachada del ayuntamiento se levanta la Estatua de Rolando, el símbolo de la libertad de la ciudad. A la esquina norte se halla la escultura de los músicos de Bremen realizada por Gerhard Marcks.

## Historia

### El antiguo ayuntamiento
El primer ayuntamiento de Bremen había estado situado en el extremo sur de la manzana entre Liebfrauenkirchhof (el cementerio de Nuestra Querida Señora), Obernstraße (la calle principal) y Sögestraße (la calle de los cerdos). En 1229, fue mencionado como domus theatralis (casa de presentación), desde 1251 en repetidas ocasiones como domus consularis (casa de los concejales). Un arco a través de Sögestraße y una reparación por un albañil sugieren un edificio de piedra, y que ya existía antes de la llegada del estilo gótico, debió haber sido construido en estilo románico. Se supone que antes de que la ciudad obtuviera la emancipación del arzobispado, el edificio servía como un tribunal de justicia y por lo tanto tenía al menos un salón abierto, ya que la antigua ley sajona prohibía que los juicios se celebraran en habitaciones cerradas. Una descripción exacta no está disponible, pero varios documentos hablan sobre las tiendas de ropa en el ayuntamiento. Describen localizaciones sub (debajo) del ayuntamiento y las oficinas. Dependiendo de la interpretación de "debajo" como en el salón de abajo ... o delante del sótano de ..., los documentos sugieren configuraciones muy diferentes del ayuntamiento y su entorno. Dos textos hablan de una escalera o escalinata externa de la casa en Liebfrauenkirchhof.
Después de la construcción del nuevo ayuntamiento (el actual edificio), fue alquilado al gremio de tenderos, que lo usaron como una tienda de quemadores. Finalmente en 1598, se vendió a dos propietarios particulares, que lo convirtieron o lo reemplazaron por sus casas privadas.

### Edificio gótico

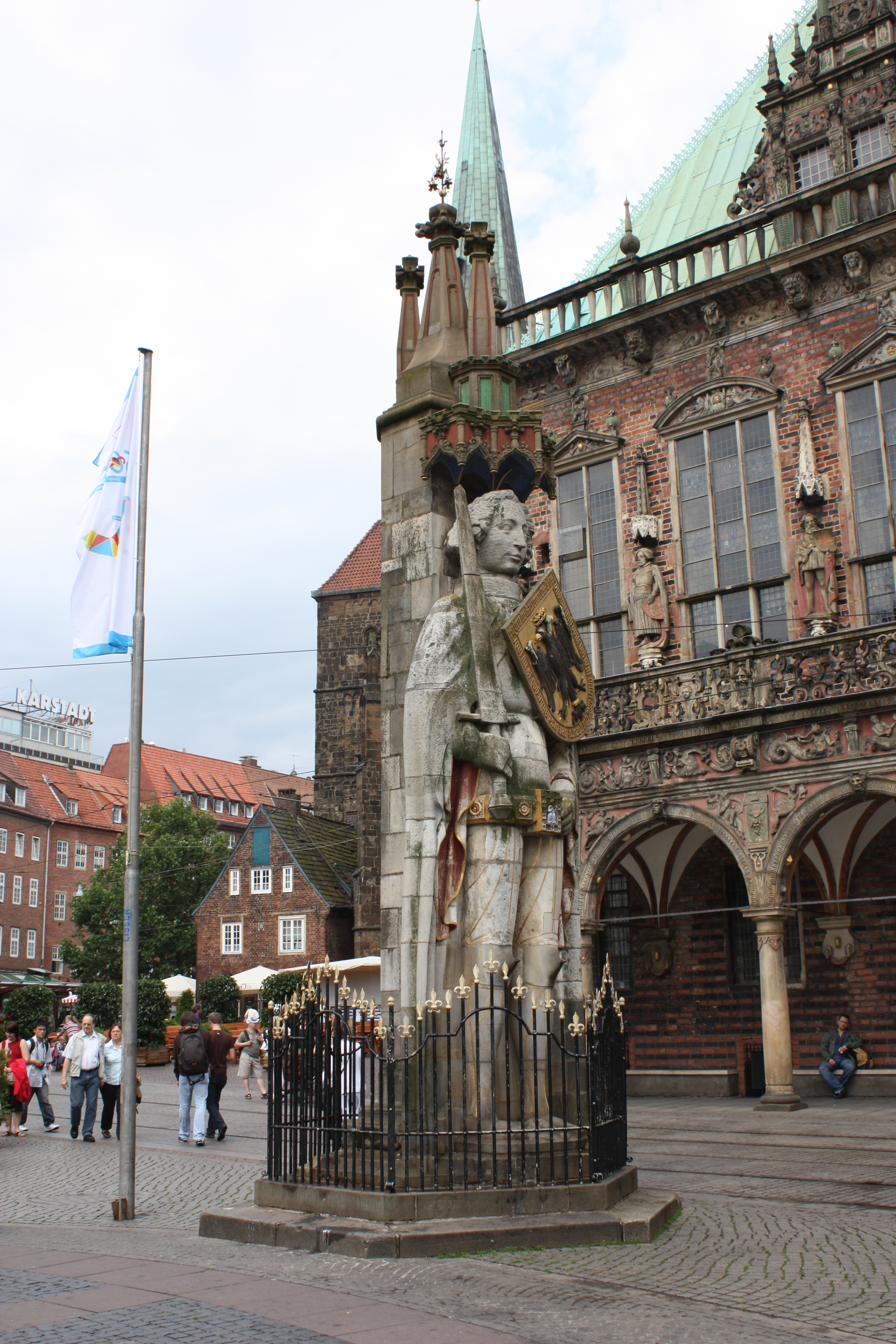
El Rolando

Alrededor de 1400, en el apogeo del desarrollo de la ciudad, se planeó un nuevo ayuntamiento. Este Altes Rathaus fue construido entre 1405 y 1410 en estilo gótico con salones grandes en tres niveles. Estuvo una manifestación del poder de los ciudadanos. Fue edificado entre el palacio del arzobispo y la plaza del mercado. Sus dos salones grandes fueron un poco más amplios que el salón grande del palacio. Los responsables de la construcción fueron el alcalde Johann Hemeling, los concejales Friedrich Wigger y Hinrich von der Trupe, quienes contrataron a los maestros de obras Salomon y Martin, lo mismo que a los escultores de piedra Johannes y Henning. En este edificio se encontraban el  "Salón Superior" (Obere Halle), el "Salón Inferior" (Untere Halle) y en el sótano, como un tercero salón con mismas dimensiones, la bodega municipal, el Ratskeller.  En la fachada principal había figuras del emperador y de los siete príncipes electores. En las fachadas este y oeste había figuras de los profetas y de los sabios. Así como cuartos individuales en la parte norte que más tarde fueron cambiados. Estaba fortificado, tuvo dos adarves, uno junto a las cuatro aguas de la cubierta y uno sobre los arcos al lado des mercado. Es espacio debajo de los arcos era reservado a audiencias judiciales.
El salón superior estaba lugar de reuniones y fiestas grandes. El ayuntamiento mismo, llamado Wittheit, se encontraba en un cuarto, llamado Wittheitsstube, a la parte trasera del salón.

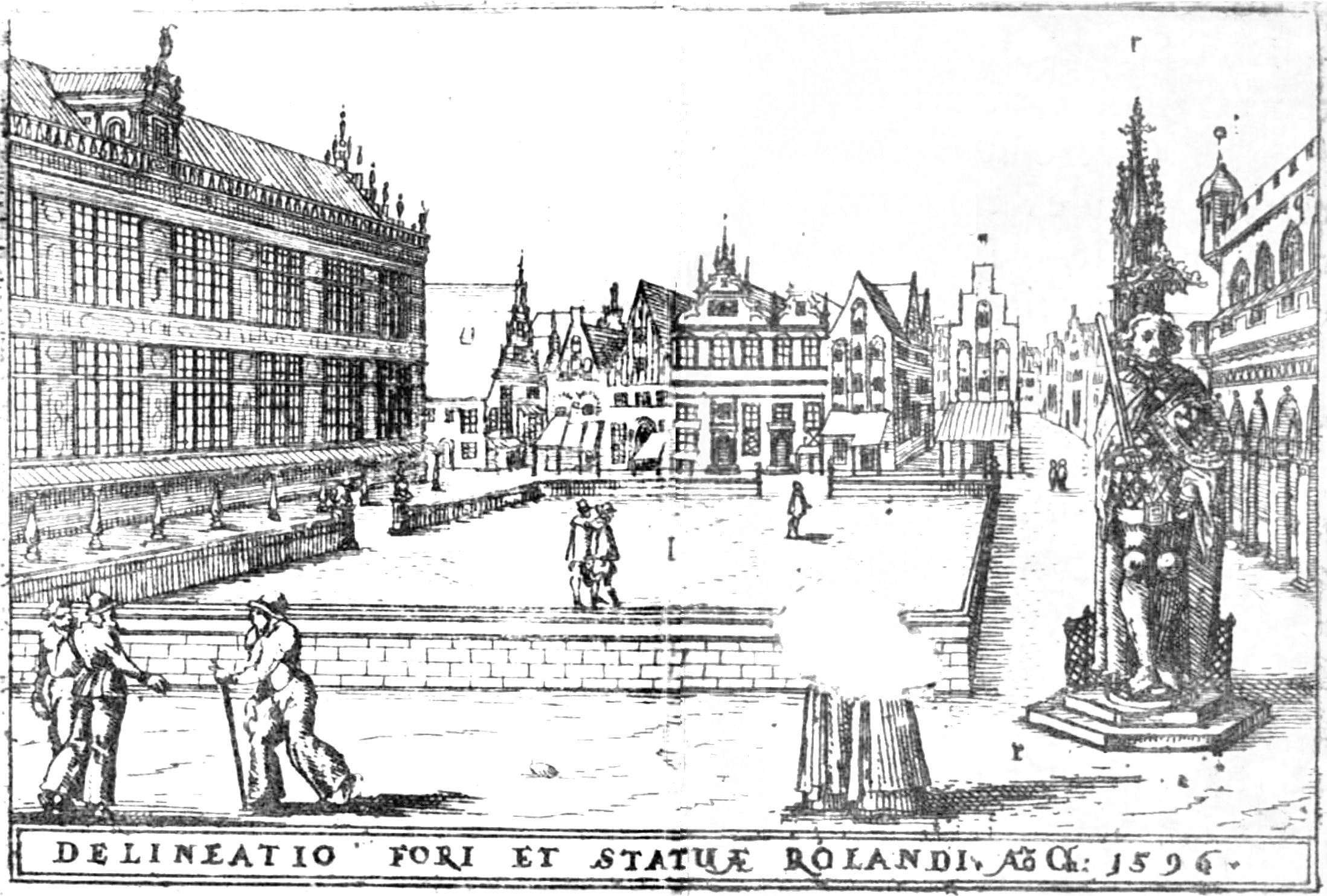
1596, ayiuntamiento (a la derecha) con ventanas góticas
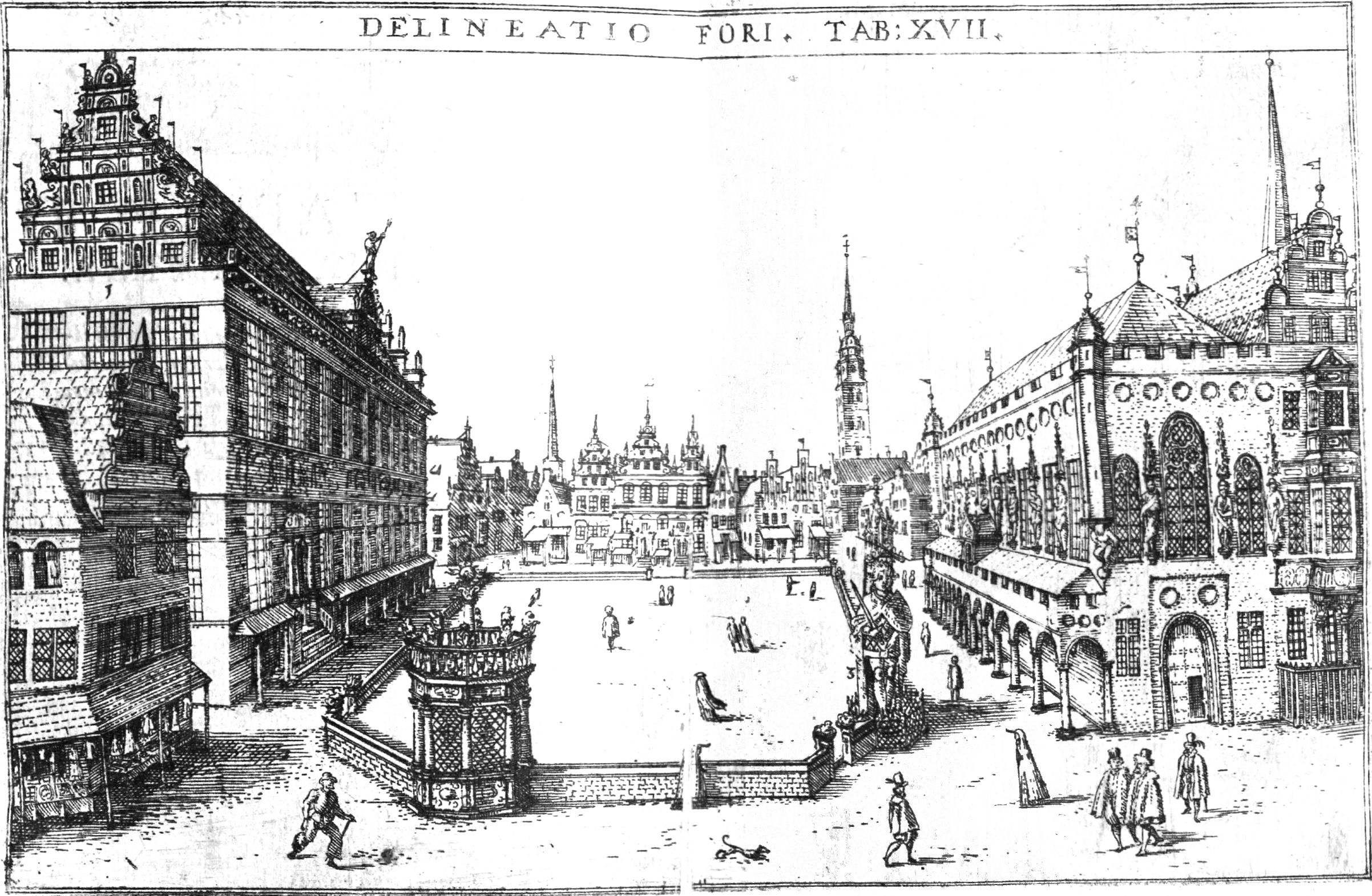
1603, fachada al mercado con ventanas grandes rectangulares
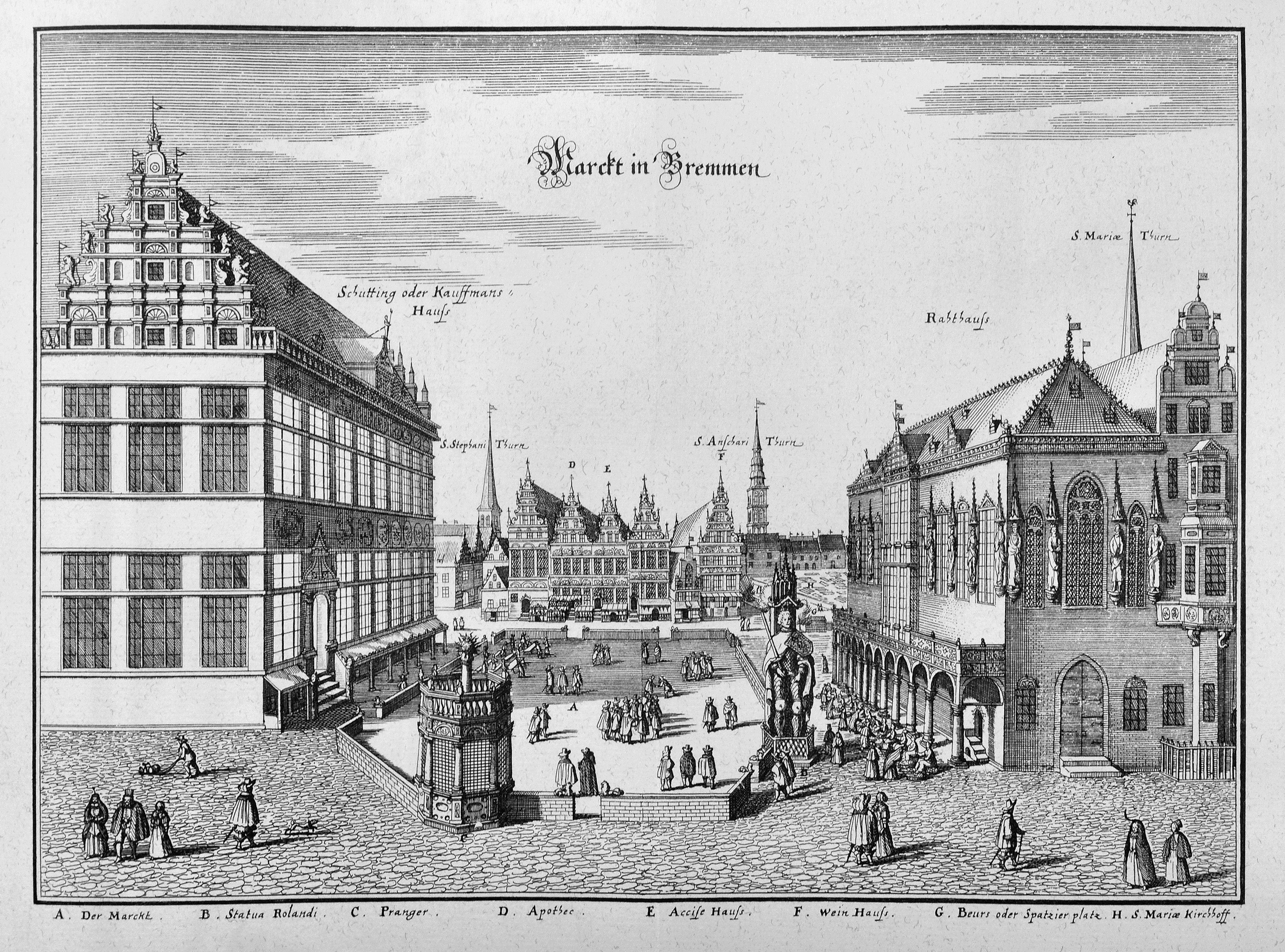
1641, fachada al mercado ya con pináculos de Renacimiento
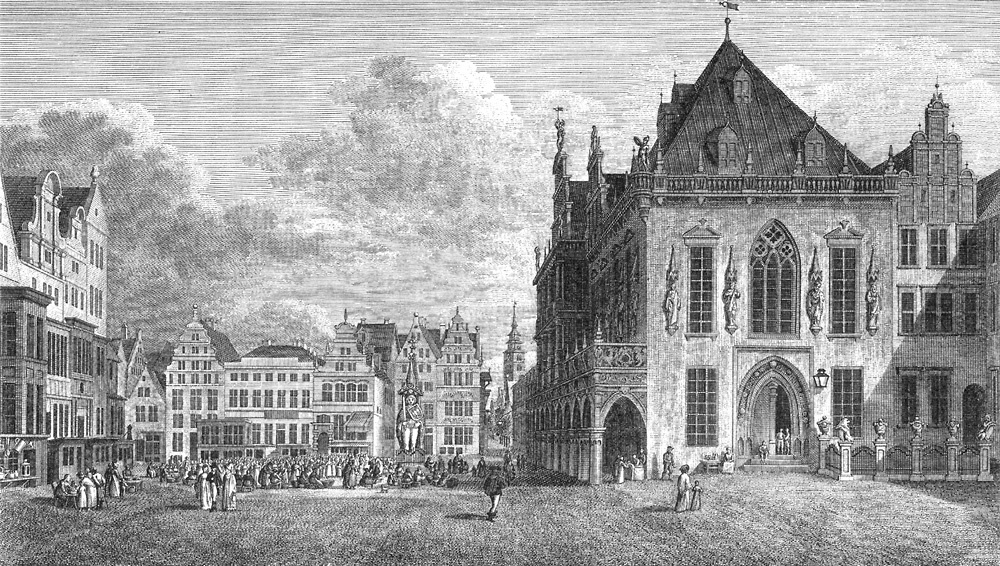
Ayuntamiento y plaza del mercado del sudeste en 1820

### Renovación en el Renacimiento
En 1490 los arcos debajo de la Wittheitsstube fue sustituido por una oficina. Su portal estaba la primera parte de estilo del Renacimiento en el edificio. En 1545 se construyó un anexo más grande con tres pisos que encerraba un nuevo lugar de la Wittheit, llamado „nye dornßen“ y tuvo al sudeste una fachada de Renacimiento con un mirador.
Al fin del siglo XVI el Senado de la ciudad decidió que la sobria fachada del edificio gótico, no cumplía más sus propósitos de representación, por lo que se ordenó una remodelación. Se contrató al maestro de obras Lüder von Bentheim y de acuerdo con sus planes, el ayuntamiento fue renovado. Como primer paso, en 1596 las diez ventanas del salón superior fueron agrandadas y recibieron contornos rectangulares. Después el maestro presentó y realizó su gran plan; en 1608 la parte central fue demolida y hasta 1612 se construyó con un mirador de ventanales de cristal, rematado con pináculo flamenco. La fachada principal, en estilo renacentista de la región del Weser, muestra la influencia holandesa de arquitectos como Hans Vredeman de Vries, Hendrick Goltzius y Jacob Floris. La fachada está ricamente decorada con figuras, relieves, cuerpos, cabezas, ángeles y animales fabulosos. En el gran mirador se construye un cuarto más rico, llamado la Güldenkammer (Cámara Dorada), y arriba la cámara del (antiguo) archivo.

### Período  barroco

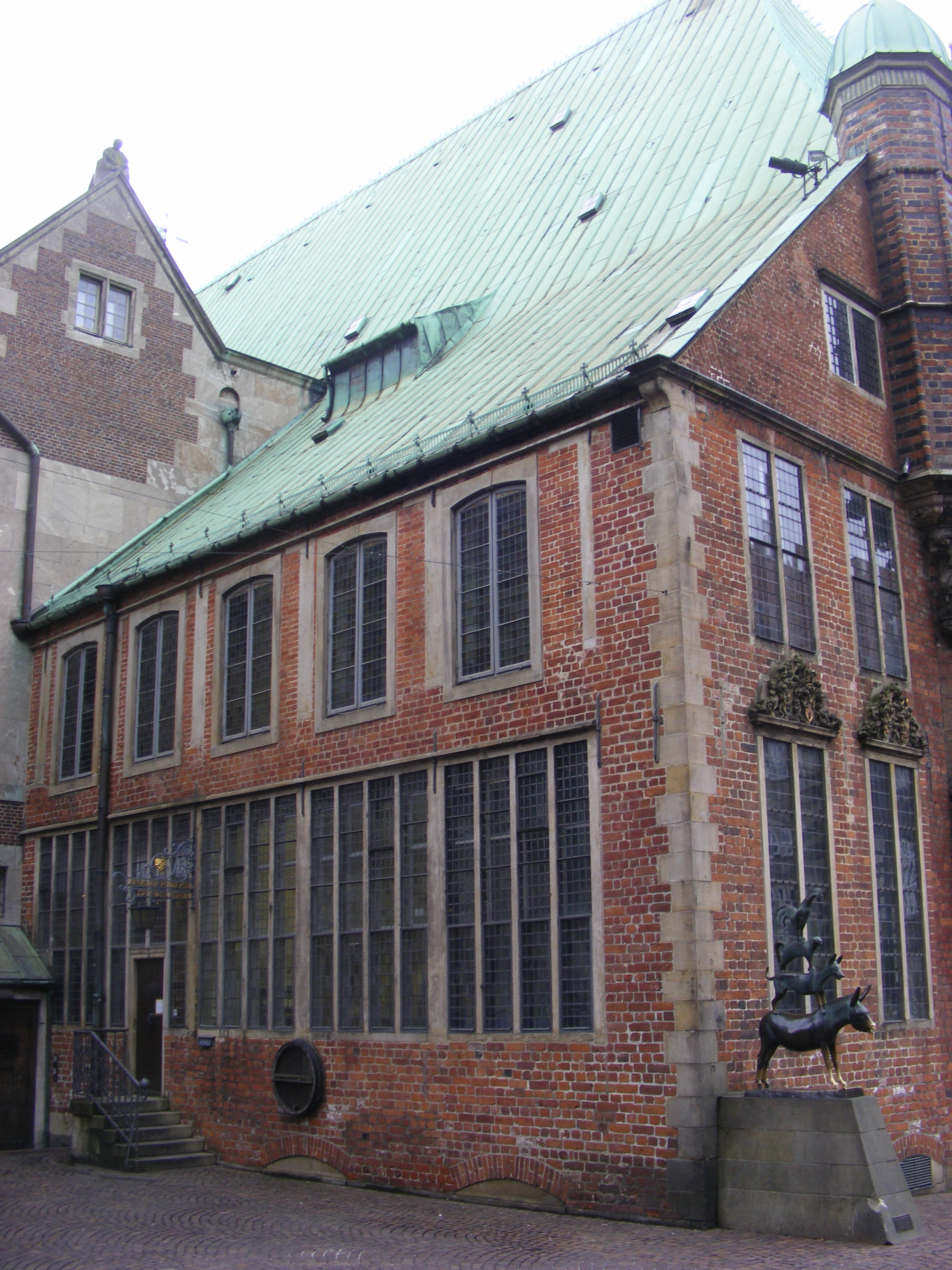
Oficina de 1682/83 y los músicos de Bremen

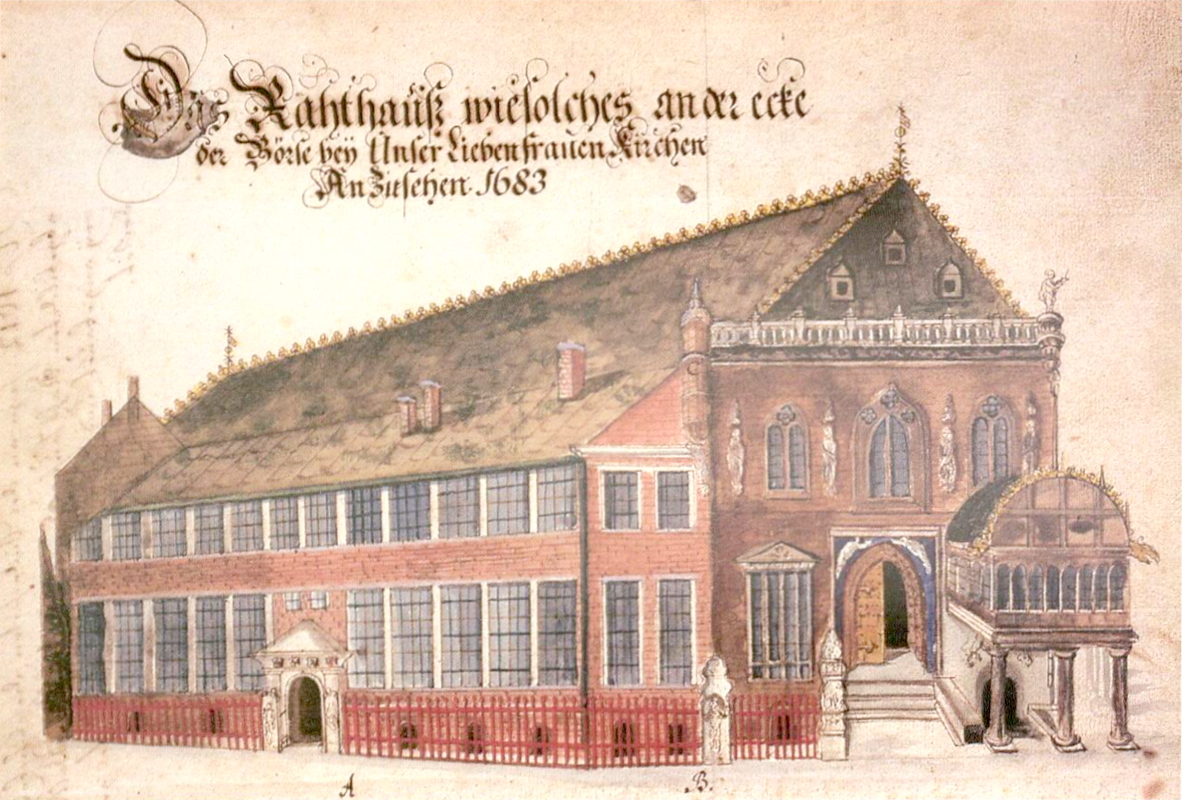
Lado trasero con la oficina en 1683

Entre 1682 y 1683 la vieja cancillería fue sustituida por una cancillería más grande. Tras más de 60 años de guerras y crisis, Bremen no era más rica. Se utilizó el viejo portal de 1590 y además se recurrió a una solución que casi prefigura el funcionalismo moderno, con grandes cintas horizontales de ventanas y apenas decoración. Parte de estas adiciones del lado noroeste, con el Nuevo (tercero) Wittheitsstube y hoy el buró de la ciudad del Ratskeller, se conservan hasta el día de hoy.

### Siglo XIX

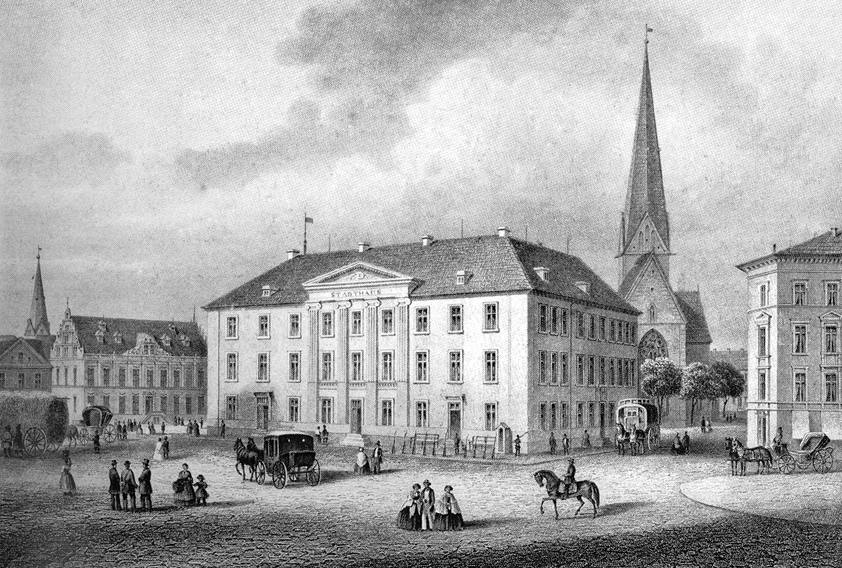
El Stadthaus, visto del este en 1840

Con la mediatización y secularización del Imperio Romano Germánico en 1803, la ciudad libre de Bremen ganó el palacio del arzobispo, que hasta entonces era extra-territorial. Se utilizaba como oficina y entre 1819 y 1908 transformó a un edificio modesto más noble de clasicismo suave. Este Stadthaus, situado junto al ayuntamiento, sirvió para funciones adicionales de la administración de la ciudad y por las primeras décadas también contenía dos oficios de correos, el de los correos Bremenses y el de los correos de Prusia.
En 1826 en el edificio mismo del ayuntamiento se descubrieron peligrosos síntomas de desmoronamiento. La fachada contigua al mercado fue rehabilitada conservando el aspecto histórico, pero la fachada de 1545 fue sustituida por una fachada simple mientras que la fachada de 1683 perdió la cinta de ventanas del piso de arriba y con ella su carácter único.

### Siglo XX

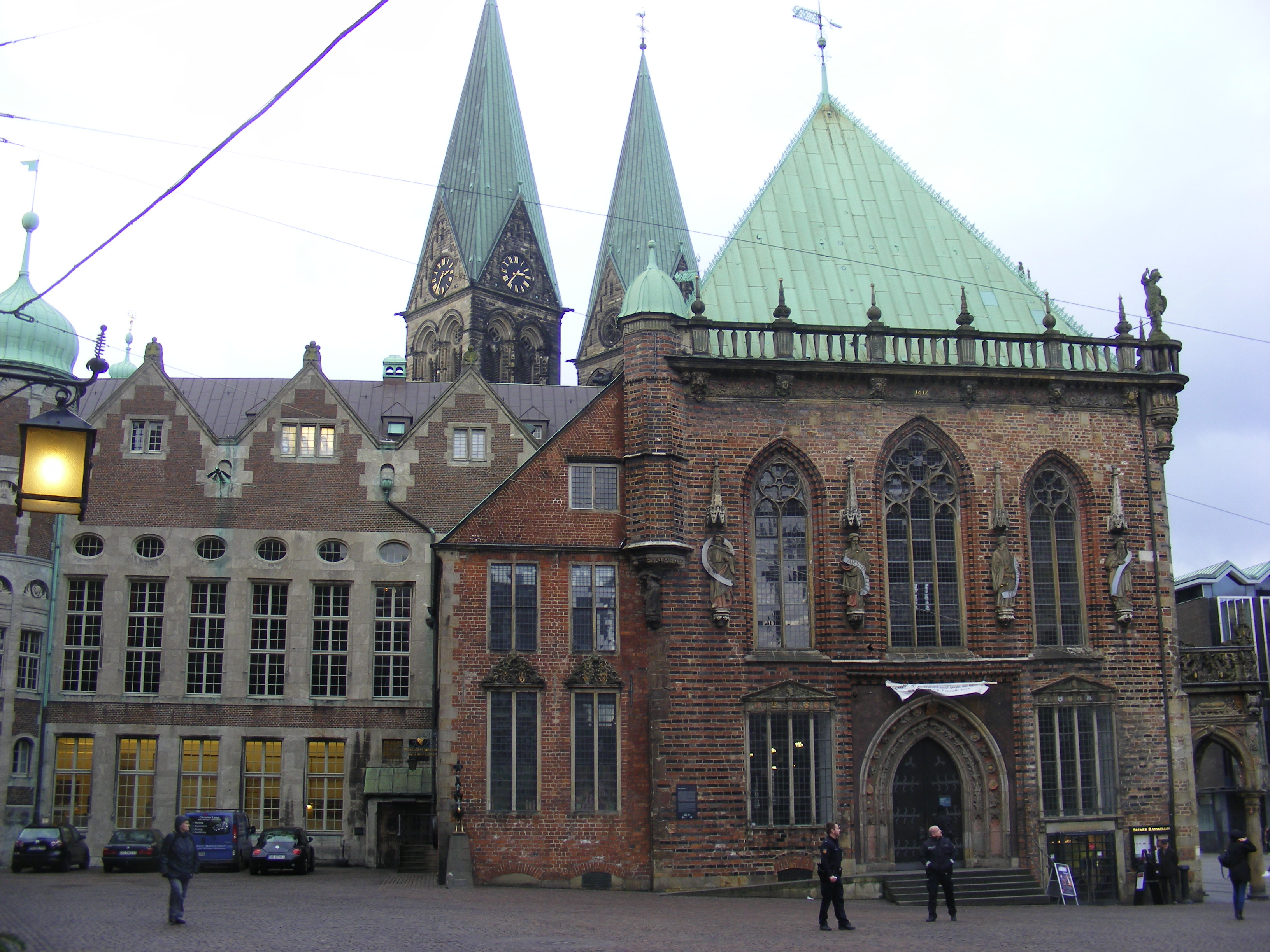
Partes en los estilos de gótico, Renacimiento, barroco y un modernismo suave, vista del norte

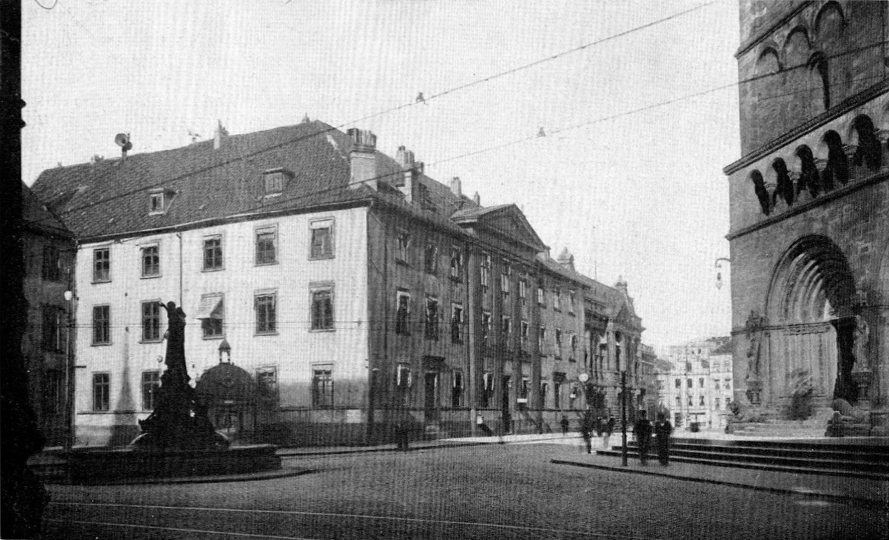
El Stadthaus en 1900, visto del mismo punto como la fotografía debaja

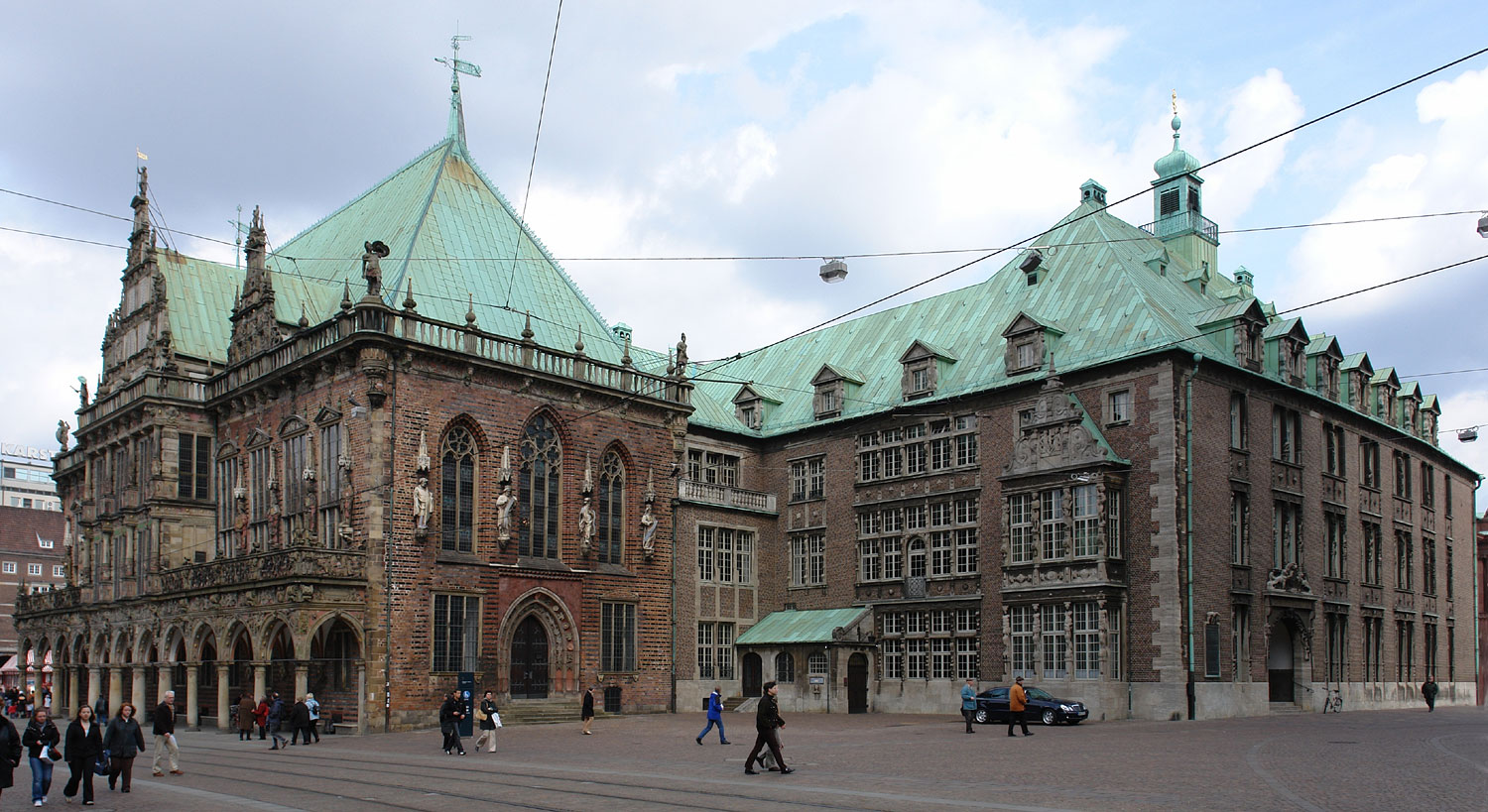
Vista del sul (plaza delante de las torres de la catedral) con el "Viejo" y "Nuevo" Rathaus.

Ya en las últimas décadas del siglo XIX los nuevos ricos de la industrialización despreciaron el Stadthaus. El crecimiento de las necesidades administrativas hizo que se edificaran oficinas en otros lugares. La ciudad quería sustituir el Stadthaus por un edificio con nuevas salas representativas. En 1904 se abrió un concurso arquitectónico para incorporar este edificio en forma armónica al ayuntamiento. En 1907 un segundo concurso, un poco más reducido, fue ganado por el arquitecto muniqués Gabriel von Seidl. En 1909 el Stadthaus, la oficina de 1545 y más que la mitad de la oficina de 1682/83 fueron demolidos y en su lugar se incorporó un edificio tres veces mayor al Altes Rathaus. Este nuevo edificio, con techo de cobre y en el estilo neorrenacentista, es conocido como el Neues Rathaus.
En la parte histórica la Camera Dorada fue renovado con pinturas modernistas
El ayuntamiento sobrevivió a la Segunda Guerra Mundial, que destruyó el 60% de la ciudad de Bremen, solamente con daños menores. Esto se debió al amurallamiento de la fachada para protegerla de las bombas y gracias a valerosos bomberos que fueron apostados en el edificio durante los bombardeos.

### Siglo XXI
La última restauración del edificio tuvo lugar en 2003. El trabajo más inminente consistirá en la rehabilitación urgente de la cubierta de cobre.

## Galería

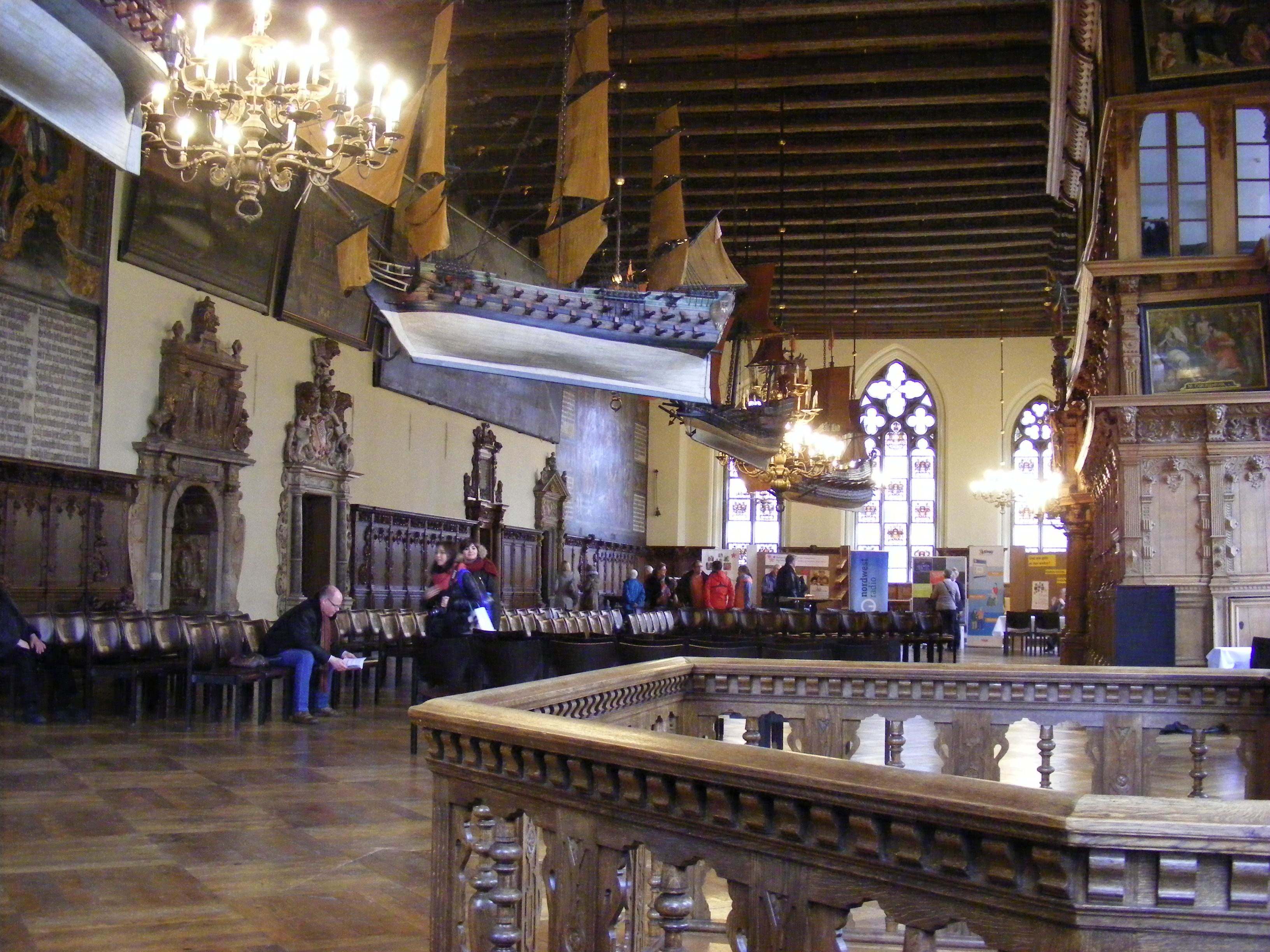
Salón Superior
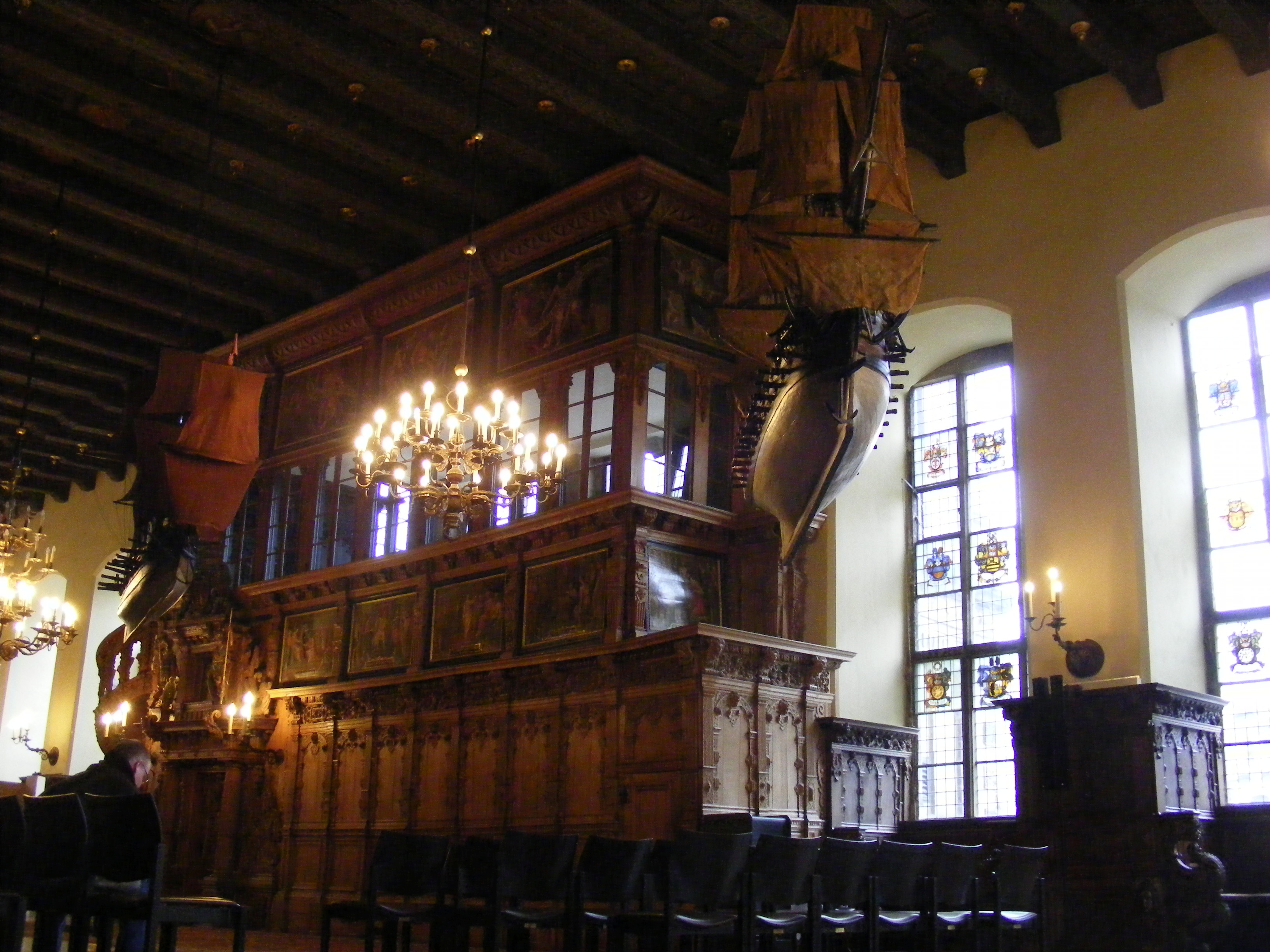
Salón Superior con las dos cámaras del mirador
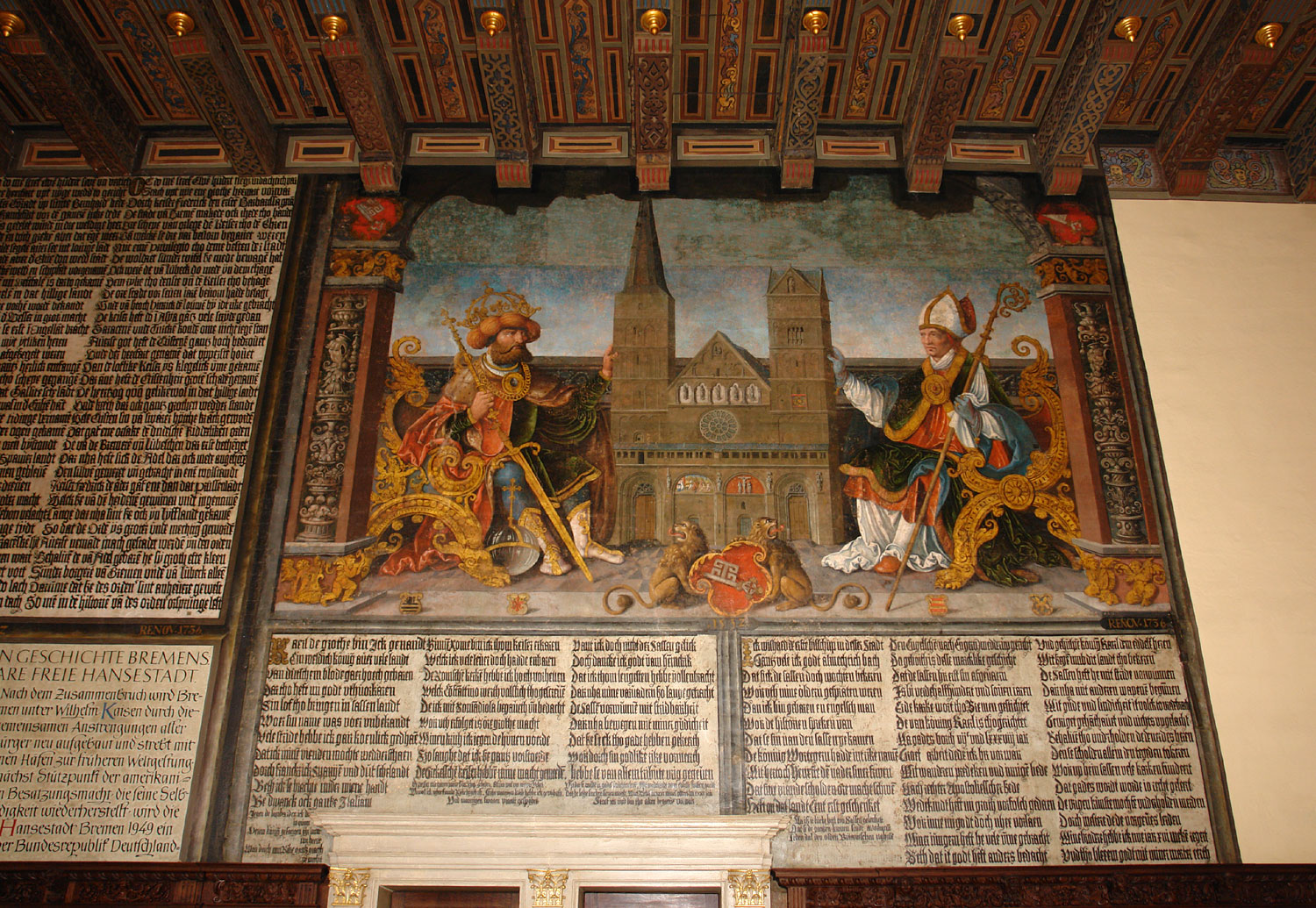
Pintura de 1532 en el Salón Superior
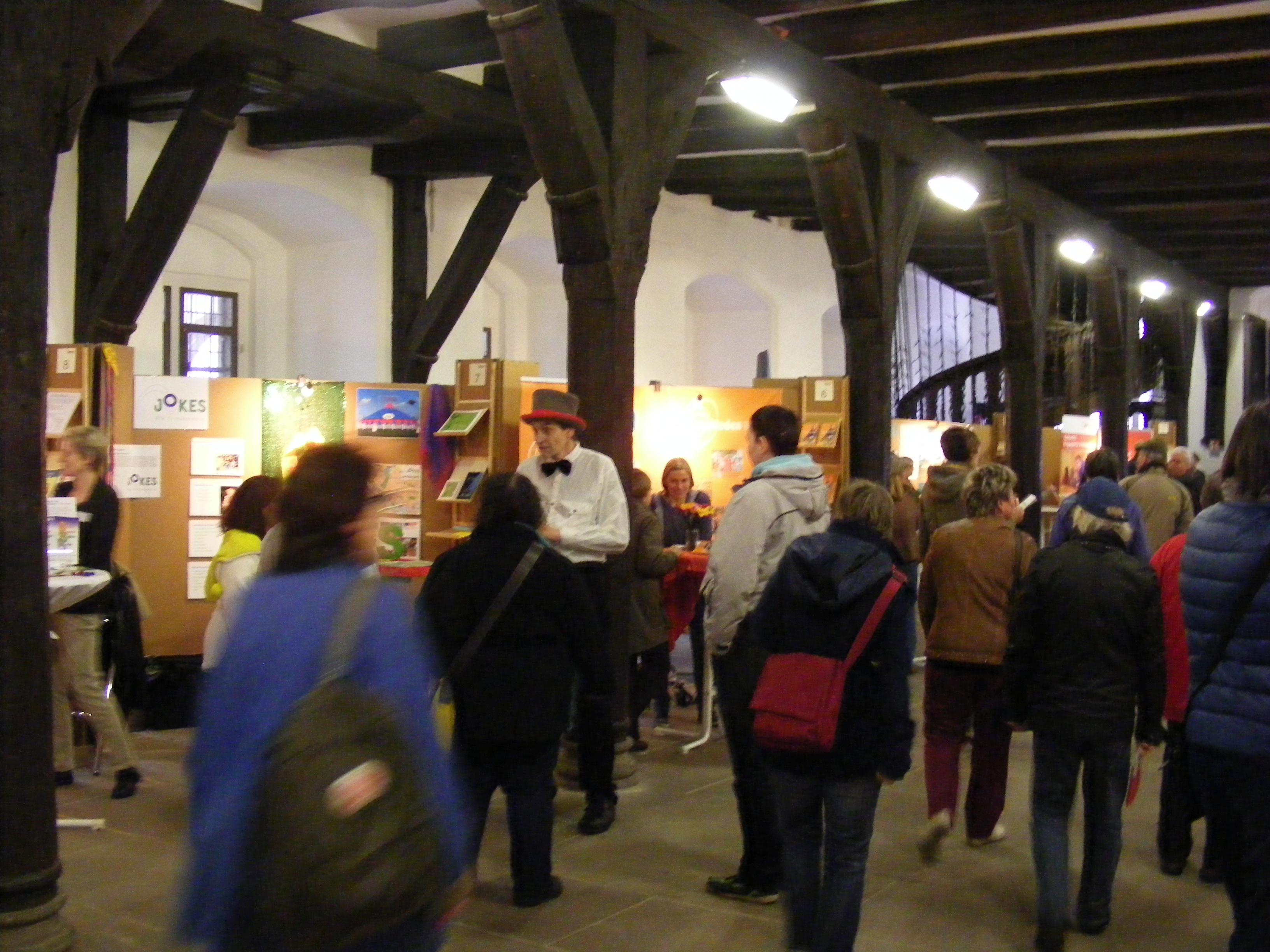
Salón Inferior
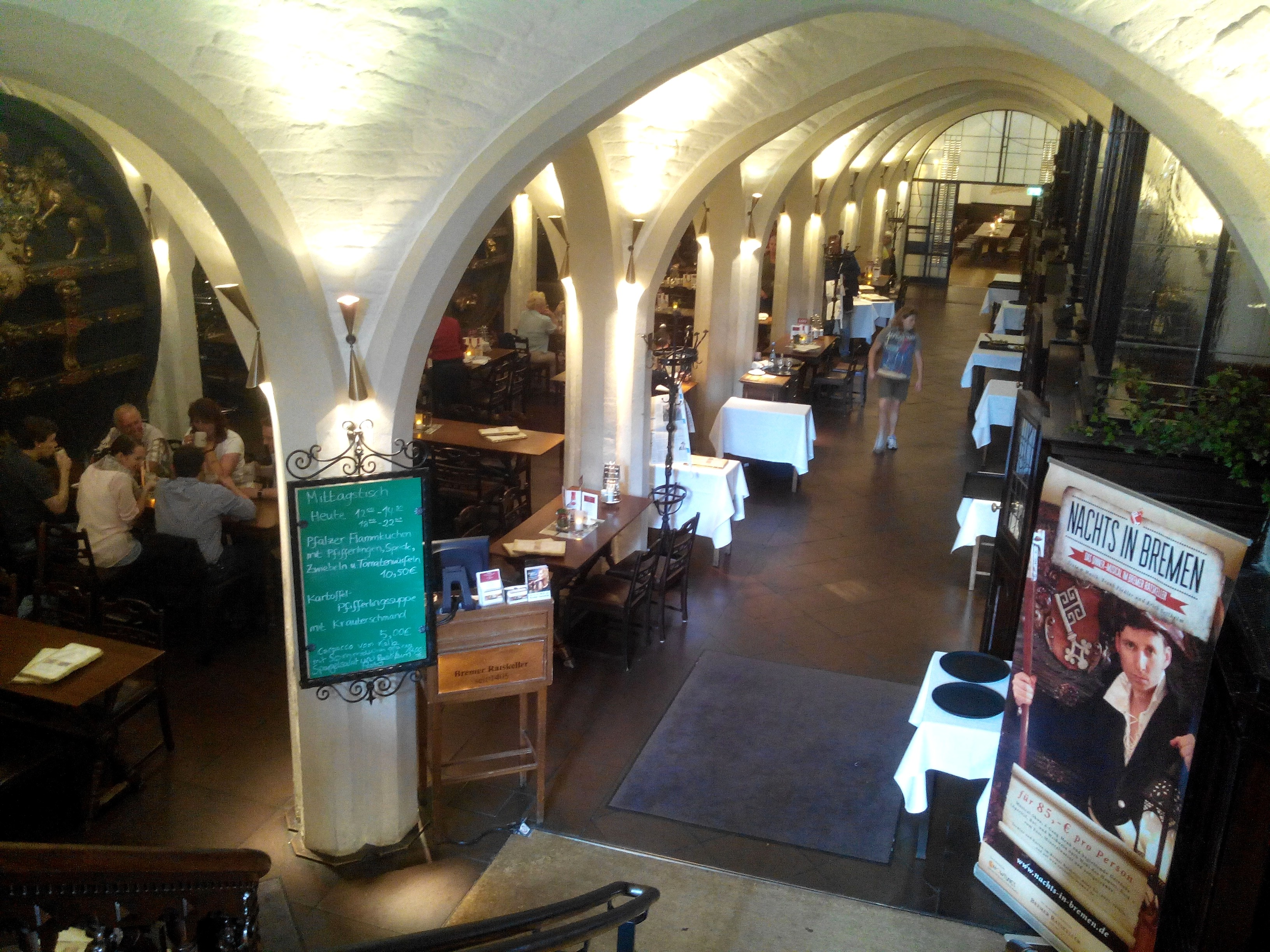
Bodega municipal (Ratskeller) debajo del Salón Inferior
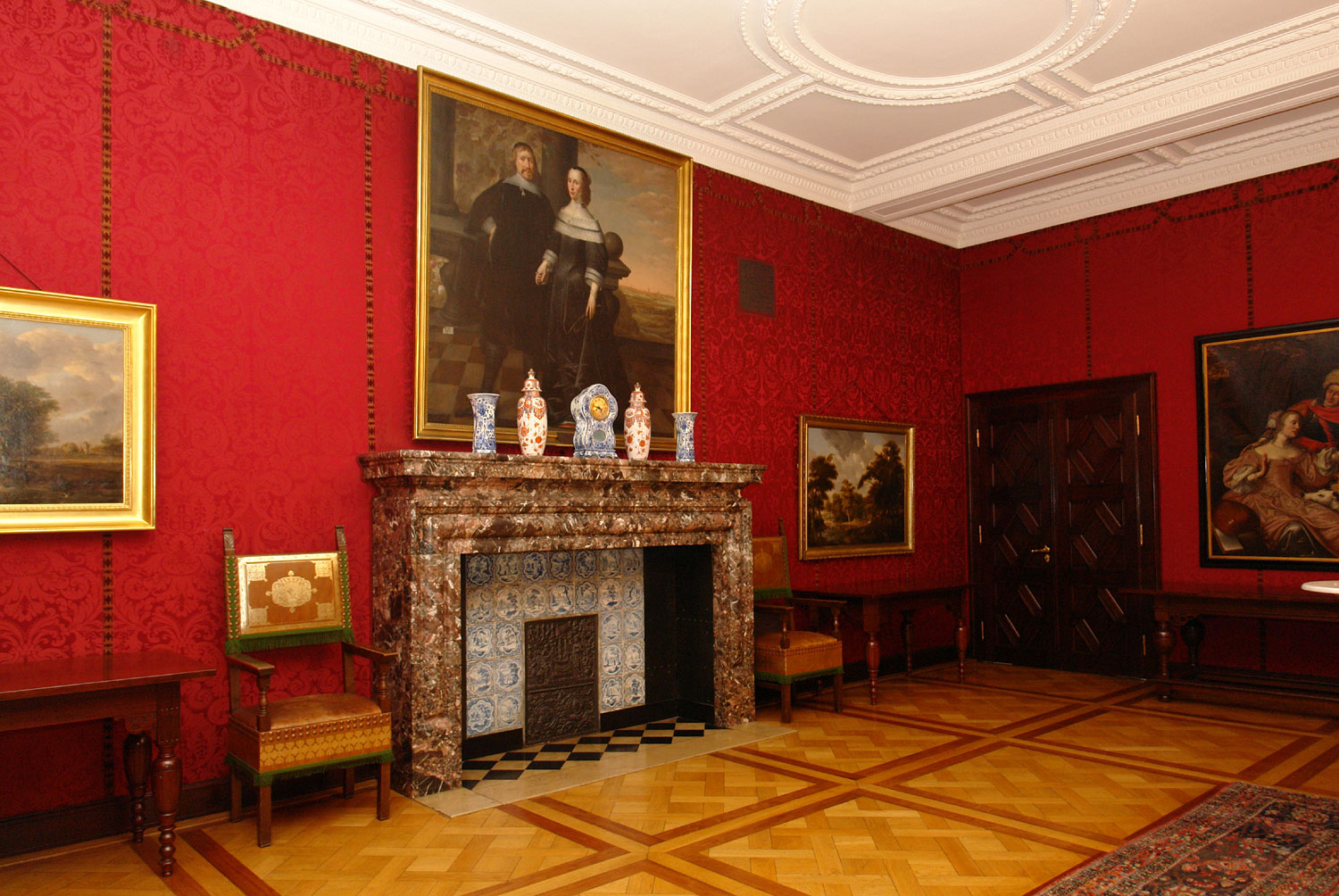
Una sala en el Nuevo Rathaus de 1909/1913